# Emmanuel Amunike
Emmanuel Amunike of Amuneke (Eze Obodo, 25 december 1970) is een voormalige Nigeriaanse profvoetballer, die onder andere als middenvelder speelde bij Sporting Portugal en FC Barcelona. Nadien werd hij trainer.

## Clubvoetbal
In eigen land speelde Amunike bij Concord FC (1990) en Julius Berger FC (1991). In 1992 ging hij naar het Egyptische Al-Zamalek. In 1994 tekende Amunike bij Sporting Portugal, waar hij uitblonk en nog datzelfde jaar werd uitgeroepen tot Afrikaans voetballer van het jaar. Hij kreeg 48 stemmen, vier stemmen meer dan zijn landgenoot Rashidi Yekini (clubloos) en de Liberiaan George Weah van Paris SG.
Bobby Robson haalde de Amunike in 1996 naar FC Barcelona. Bij de Catalaanse topclub zou hij in vier seizoenen tijd echter weinig aan spelen toe komen door zware knieblessures, die hem ook het Wereldkampioenschap voetbal 1998 kostten. In het seizoen 1996/97 kwam Amunike nog tot 19 competitiewedstrijden en één doelpunt in de Primera División. In de drie seizoenen daarna speelde Amunike geen enkel competitieduel meer. Na vijf operaties aan zijn knie overwoog de Nigeriaan in juli 1999 zijn loopbaan als profvoetballer te beëindigen. Enkele maanden later kwam Amunike in conflict met het bestuur van FC Barcelona doordat hij een bedrag van tweehonderdduizend gulden wilde ontvangen van de Catalaanse club ter compensatie voor de kosten die hij had gemaakt voor de behandeling van zijn knie. FC Barcelona wilde het bedrag niet uitkeren en de rechtbank moest tot een uitspraak komen over de kwestie. Uiteindelijk herstelde Amunike toch nog van zijn blessure en het conflict tussen hem en FC Barcelona werd uitgepraat. In april 2000 trainde hij weer mee met het eerste elftal, maar de Nigeriaan zou echter geen competitiewedstrijd meer voor FC Barcelona spelen. Wel speelde hij twaalf minuten in de gewonnen finale van de Copa de Catalunya tegen CE Mataró als invaller voor Mohammed El Yaagoubi. In 2000 vertrok Amunike transfervrij naar Albacete, waar hij tot 2002 bleef. Na een seizoen bij Al-Wehdat in Jordanië, beëindigde Amunike in 2004 zijn loopbaan als profvoetballer.

## Nationaal elftal
Met Nigeria nam Amunike deel aan verschillende internationale toernooien, waaronder het WK van 1994. In 1994 won hij bovendien met zijn land de Africa Cup. In de finale tegen Zambia nam hij beide goals voor zijn rekening. In 1996 veroverde Amunike met Nigeria de gouden medaille op de Olympische Spelen van Atlanta. Hij was met zijn 26 jaar een van de twee dispensatiespelers in de Nigeriaanse selectie onder leiding van de Nederlandse bondscoach Jo Bonfrère, naast verdediger Uche Okechukwu (28) van Fenerbahçe.

## Persoonlijke prijzen
In 1994 werd Amunike verkozen tot Afrikaans Voetballer van het Jaar.

## Statistieken
| seizoen    | club              | land       | competitie         | duels | goals |
| ---------- | ----------------- | ---------- | ------------------ | ----- | ----- |
| 1990       | Concord FC        | Nigeria    | Premier League     | ??    | ??    |
| 1991       | Julius Berger FC  | Nigeria    | Premier League     | ??    | ??    |
| 1992/93    | Al-Zamalek        | Egypte     | Premier League     | 24    | 9     |
| 1993/94    | Al-Zamalek        | Egypte     | Premier League     | ??    | ??    |
| 1994/95    | Sporting Portugal | Portugal   | SuperLiga          | 20    | 7     |
| 1995/96    | Sporting Portugal | Portugal   | SuperLiga          | 23    | 7     |
| 1996/97    | Sporting Portugal | Portugal   | SuperLiga          | 8     | 3     |
| 1996/97    | FC Barcelona      | Spanje     | Primera División   | 19    | 1     |
| 1997/98    | FC Barcelona      | Spanje     | Primera División   | 0     | 0     |
| 1998/99    | FC Barcelona      | Spanje     | Primera División   | 0     | 0     |
| 1999/00    | FC Barcelona      | Spanje     | Primera División   | 0     | 0     |
| 2000/01    | Albacete          | Spanje     | Segunda División A | 11    | 1     |
| 2001/02    | Albacete          | Spanje     | Segunda División A | 6     | 0     |
| 2003/04    | Al-Wehdat         | Jordanië   | Premier League     | ??    | ??    |
| Bijgewerkt | Bijgewerkt        | Bijgewerkt | 26-01-2006         |       |       |

| Logo van de Olympische Spelen | Goud | Zilver | Brons | Logo van de Olympische Spelen |
|                               | 1    | 0      | 0     |                               |

1 Agbonavbare ·
2 Eguavoen ·
3 Iroha ·
4 Keshi  ·
5 Okechukwu ·
6 Okafor ·
7 George ·
8 Oliha ·
9 Yekini ·
10 Okocha ·
11 Amunike ·
12 Semitoje ·
13 Siasia ·
14 Amokachi ·
15 Oliseh ·
16 Agu ·
17 Ikpeba ·
18 Ekoku ·
19 Ugbade ·
20 Fuludu ·
21 Adepoju ·
22 Rufai ·
Coach: Westerhof
1 Rufai ·
2 Eguavoen ·
3 Iroha ·
4 Keshi  ·
5 Okechukwu ·
6 Nwanu ·
7 George ·
8 Oliha ·
9 Yekini ·
10 Okocha ·
11 Amunike ·
12 Siasia ·
13 Ezeugo ·
14 Amokachi ·
15 Oliseh ·
16 Agu ·
17 Ikpeba ·
18 Ekoku ·
19 Emenalo ·
20 Okafor ·
21 Adepoju ·
22 Agbonavbare ·
Coach: Westerhof
1 E. Babayaro ·
2 C. Babayaro ·
3 West ·
4 Kanu ·
5 Okechukwu ·
6 Amunike ·
7 Babangida ·
8 Oruma ·
9 Fatusi ·
10 Okocha ·
11 Ikpeba ·
12 Obafemi ·
13 Lawal ·
14 Amokachi ·
15 Oliseh ·
16 Obie ·
17 Oparaku ·
18 Dosu ·
19 Baruwa ·
20 Onya ·
21 Ndah ·
22 Akpoborie ·
Coach: Bonfrère
1 Shorunmu ·
2 Okunowo ·
3 Babayaro ·
4 Kanu ·
5 Yenemi ·
6 West ·
7 George ·
8 Adepoju ·
9 Akpoborie ·
10 Okocha ·
11 Lawal ·
12 Egbo ·
13 Babangida ·
14 Amunike ·
15 Oliseh ·
16 Sodje ·
17 Aghahowa ·
18 Chukwu ·
19 Akwuegbu ·
20 Ikpeba ·
21 Okpara ·
22 Akanji ·
Coach: Bonfrère